# Hyoseris radiata
 Hyoseris radiata  L., 1753  è una pianta angiosperma dicotiledone della famiglia delle Asteraceae.

## Etimologia
Il nome generico (Hyoseris) significa: "insalata di maiale" o anche "cicoria di suino". L'epiteto specifico (radiata) fa riferimento ai petali dei fiori che si estendono come raggi.
Il nome scientifico del genere è stato definito per la prima volta dal botanico Carl Linnaeus (1707-1778) nella pubblicazione " Species Plantarum" ( Sp. Pl. 2: 808) del 1753.

## Descrizione

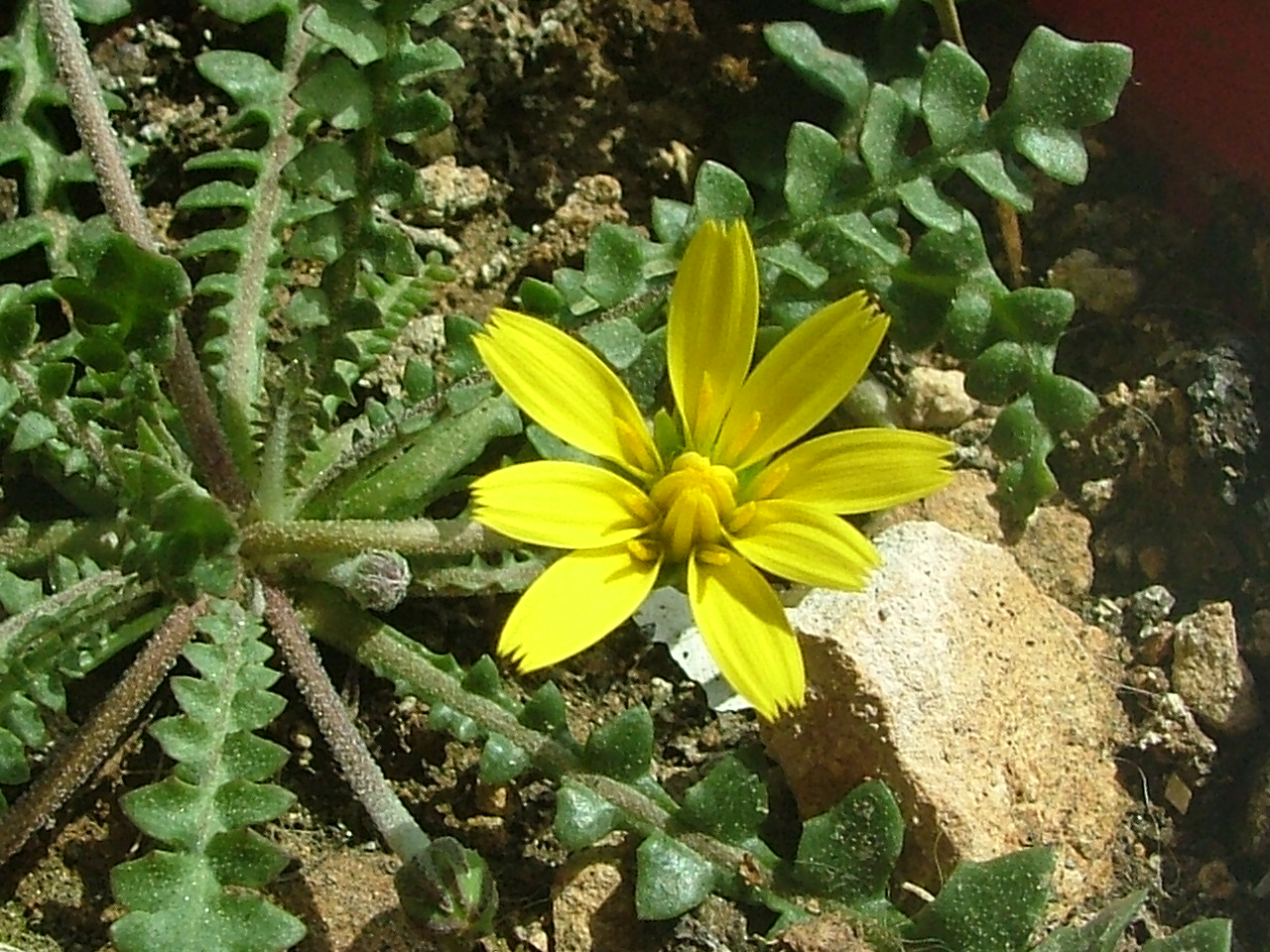
Infiorescenza

Habitus. La forma biologica è emicriptofita rosulata (H ros), ossia in generale sono piante erbacee, a ciclo biologico perenne, con gemme svernanti al livello del suolo e protette dalla lettiera o dalla neve e hanno le foglie disposte a formare una rosetta basale. I portamenti sono soprattutto erbacei di tipo scaposo, rosulato, acaulescente o subarbustivo. Negli organi interni sono presenti dei canali laticiferi.
Fusto. I fusti sono afilli. Le radici, grosse, in genere sono di tipo fittonante. Queste piante arrivano ad una altezza di 1 - 4 dm.
Foglie. Le foglie sono basali (in rosette). La lamina è del tipo pennatosetta con un picciolo che misura 1/8 - 1/5 della lamina. La consistenza è tenue, solamente l'apice dei vari segmenti (6 - 7 per lato) è mucronato. La pagina fogliare è ricoperta da peli ispidi. Dimensione delle foglie: larghezza 2 - 2,5 cm; lunghezza 10 – 14 cm. Lunghezza del mucrone: 0,5 - 1,5 mm.
Infiorescenza. L'infiorescenza è formata da un singolo capolino su scapi solitari, afilli e ispidi. I capolini, solamente di tipo ligulifloro (ossia radiati), sono formati da un involucro, normalmente a forma cilindrica-campanulata, all'interno del quale un ricettacolo fa da base ai fiori ligulati. L'involucro è composto da 5 - 8 brattee embricate e scalate disposte in due serie. Le brattee hanno delle forme più o meno lanceolate con, in alcuni casi, margini membranosi; quelle esterne (inferiori) sono più brevi di quelle interne (superiori). Esternamente all'involucro sono presenti 3 bratteole. Il ricettacolo è nudo (senza pagliette). Diametro dei capolini: 3 - 4,5 mm. Diametro dell'involucro: 7 – 8 mm.
Fiori. I fiori, da 20 a 60 per capolino, sono tetra-ciclici (ossia sono presenti 4 verticilli: calice – corolla – androceo – gineceo) e pentameri (ogni verticillo ha in genere 5 elementi). I fiori sono inoltre ermafroditi, fertili e zigomorfi.
- Formula fiorale:

*/x K {\displaystyle \infty }, [C (5), A (5)], G 2 (infero), achenio
- Calice: i sepali del calice sono ridotti ad una coroncina di squame.
- Corolla: le corolle sono formate da una ligula terminante con 5 denti; il colore è giallo-arrossato (inferiormente sono verdastre); la superficie può essere sia pubescente che glabra (normalmente). Le ligule più lunghe (quelle esterne) misurano 3 - 4,5 mm di larghezza e 15 – 17 mm di lunghezza.
- Androceo: gli stami sono 5 con filamenti liberi e distinti, mentre le antere sono saldate in un manicotto (o tubo) circondante lo stilo.[14] Le antere sono caudate e alla base sono acute. Il polline è tricolporato.[15]
- Gineceo: lo stilo è filiforme. Gli stigmi dello stilo sono due divergenti e ricurvi con la superficie stigmatica posizionata internamente (vicino alla base).[16] L'ovario è infero uniloculare formato da 2 carpelli.
- Fioritura: da gennaio a dicembre.

Frutti. I frutti sono degli acheni con pappo. Gli acheni sono troncati all'apice e raramente hanno un becco. Gli acheni sono di tre tipi  (trimorfici): i più esterni sono compressi con un pappo formato da brevi squame (0,6 – 1 mm), i medi sono compressi e alati con un pappo formato da peli (5 – 8 mm) e i più interni sono affusolati (cilindrici) e alati con un pappo come i medi. Il carpoforo non è mai anulare. Il pappo, in genere formato da scaglie lineari o peli rigidi. Dimensione degli acheni: 8 – 11 mm.

## Biologia
- Impollinazione: l'impollinazione avviene tramite insetti (impollinazione entomogama tramite farfalle diurne e notturne).
- Riproduzione: la fecondazione avviene fondamentalmente tramite l'impollinazione dei fiori (vedi sopra).
- Dispersione: i semi (gli acheni) cadendo a terra sono successivamente dispersi soprattutto da insetti tipo formiche (disseminazione mirmecoria). In questo tipo di piante avviene anche un altro tipo di dispersione: zoocoria. Infatti gli uncini delle brattee dell'involucro si agganciano ai peli degli animali di passaggio disperdendo così anche su lunghe distanze i semi della pianta.

## Distribuzione e habitat

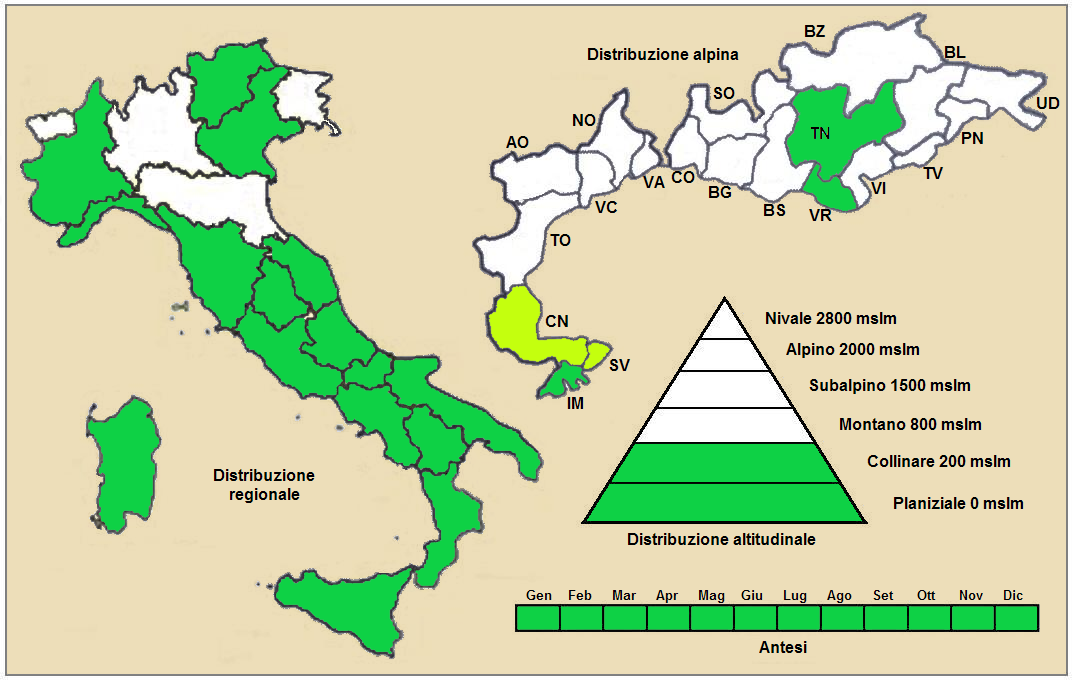
Distribuzione della pianta (Distribuzione regionale – Distribuzione alpina)

- Geoelemento: il tipo corologico (area di origine) è Steno-Mediterraneo.
- Distribuzione: in Italia questa specie si trova è comune e si trova (con alcune discontinuità specialmente al Nord) dappertutto. Fuori dall'Italia, sempre nelle Alpi, questa specie si trova in Francia. Sugli altri rilievi collegati alle Alpi è presente nei Pirenei.[18] Nel resto dell'Europa e dell'areale del Mediterraneo si trova nell'Europa meridionale, Anatolia e Magreb.[2]
- Habitat: l'habitat preferito per queste piante sono gli incolti erbosi, i muri, le scarpate e i viottoli sassosi. Il substrato preferito è calcareo ma anche calcareo/siliceo con pH basico, medi valori nutrizionali del terreno che deve essere arido.
- Distribuzione altitudinale: sui rilievi, in Italia, queste piante si possono trovare fino a 1.000 m s.l.m.; nelle Alpi frequentano quindi i seguenti piani vegetazionali: collinare e in parte quello subalpino (oltre a quello planiziale).

### Fitosociologia

#### Areale alpino
Dal punto di vista fitosociologico alpino Hyoseris radiata appartiene alla seguente comunità vegetale:
Formazione: delle comunità pioniere a terofite e succulente
Classe: Thero-Brachypodietea

#### Areale italiano
Per l'areale completo italiano Hyoseris radiata appartiene alla seguente comunità vegetale:
Macrotipologia: vegetazione casmofitica, glareicola ed epifitica
Classe: Asplenieta trichomanis (Br.-Bl. in Meier & Br.-Bl., 1934) Oberdorfer, 1977
Ordine: Asplenietalia glandulosi Br.-Bl. & Meier in Meier & Br.-Bl., 1934
Alleanza: Dianthion rupicolae Brullo & Marcenò, 1979
Descrizione. L'alleanza Dianthion rupicolae è relativa alle comunità casmofitiche su calcari e dolomie in aree costiere e interne (dagli ambienti costieri a quelli submontani) fino a circa 900 metri di quota. La distribuzione di questa cenosi è essenzialmente mediterranea e dell’arcipelago maltese, e in Italia nella parte meridionale della Penisola e in Sicilia. Queste comunità risentono in modo limitato l’influenza dell’aerosol marino. Le comunità attribuite a questa alleanza sono costituite da piccoli arbusti e sono caratterizzate da numerosi endemismi, molti dei quali a carattere relittuale, appartenenti all’antica flora terziaria.
Specie presenti nell'associazione: Hypochoeris laevigata, Erucastrum virgatum, Hyoseris radiata, Limbarda crithmoides, Prasium majus, Centaurea ucriae, Centaurea jonica, Helichrysum rupestre, Dianthus rupicola, Lomelosia cretica, Melica minuta, Sedum dasyphyllum.
Altre alleanze per questa specie sono:
- Parietarion judaicae.

## Tassonomia
La famiglia di appartenenza di questa voce (Asteraceae o Compositae, nomen conservandum) probabilmente originaria del Sud America, è la più numerosa del mondo vegetale, comprende oltre 23.000 specie distribuite su 1.535 generi, oppure 22.750 specie e 1.530 generi secondo altre fonti (una delle checklist più aggiornata elenca fino a 1.679 generi). La famiglia attualmente (2021) è divisa in 16 sottofamiglie.

### Filogenesi
Il genere di questa voce appartiene alla sottotribù Hyoseridinae della tribù Cichorieae (unica tribù della sottofamiglia Cichorioideae). In base ai dati filogenetici la sottofamiglia Cichorioideae è il terz'ultimo gruppo che si è separato dal nucleo delle Asteraceae (gli ultimi due sono Corymbioideae e Asteroideae). La sottotribù Hyoseridinae fa parte del "quarto" clade della tribù; in questo clade è in posizione "basale" vicina alla sottotribù Lactucinae.
Il genere Hyoseris insieme ai generi Sonchus, Launaea,  Reichardia e Aposeris formano un gruppo fortemente monofiletico (e formano la sottotribù Hyoseridinae). In questo gruppo Hyoseris, da un punto di vista filogeneico, si trova in una posizione intermedia tra il genere “basale” Aposeris e il "core" della sottotribù e quindi risulta “fratello” del resto degli altri generi della sottotribù.
Le specie del genere Hyoseris sono simili a quelle del genere Cichorium, ma il portamento è rosulato (le foglie si presentano in rosette basali) e i capolini sono unici con le brattee dell'involucro disposte su una o due serie; la corolla è gialla; gli acheni sono sormontati da un becco e sono privi di pappo.
I caratteri distintivi per le specie del genere Hyoseris sono:
- lo scapo è indiviso e porta un solo capolino;
- le foglie formano una rosetta basale;
- il pappo è presente almeno negli acheni centrali;
- gli acheni (dimorfici) mediani e più interni sono alati;
- il pappo degli acheni interni è più breve dei pappi esterni.

La specie Hyoseris radiata si distingue dalle altre specie del genere per i seguenti caratteri:
- la consistenza delle foglie è tenue e i lobi sono sovrapposti;
- i lobi delle foglie terminano in un mucrone;
- le foglie sono ricoperte da peli ispidi;
- lo scapo è poco allungato all'apice.

Il numero cromosomico della specie è: 2n = 16 (diploide).
In precedenti trattazioni il genere di questa voce era descritto all'interno della sottotribù Hypochaeridinae Less. 1832.

### Sinonimi
Sono elencati alcuni sinonimi per questa entità:
- Hedypnois radiata (L.) Gaertn.
- Hedypnois radiata  Albert
- Hyoseris baetica  Sch.Bip. ex Nyman
- Hyoseris calyculata  Jan ex Guss.
- Hyoseris radiatifolia  Bubani
- Hyoseris scabra  Pourr.
- Leontodon radiatus  Lam.
- Rhagadiolus radiatus  All.
- Rhagadiolus stellatus  DC.
- Thlipsocarpus baeticus  Kunze